# Kanton La Rochelle-9
Der Kanton La Rochelle-9 war bis 2015 ein französischer Wahlkreis im Arrondissement La Rochelle, im Département Charente-Maritime und in der damaligen Region Poitou-Charentes; sein Hauptort war La Rochelle. Die landesweiten Änderungen in der Zusammensetzung der Kantone brachten im März 2015 seine Auflösung. Vertreter im Generalrat des Départements war zuletzt für die Jahre 2008–2015 Jack Dillenbourg (PS).

## Gemeinden
Der Kanton bestand aus drei Gemeinden und einem Teil der Stadt La Rochelle (angegeben ist die Gesamteinwohnerzahl):
| Gemeinde      | Einwohner Jahr | Fläche km² | Bevölkerungsdichte | Code INSEE | Postleitzahl |
| ------------- | -------------- | ---------- | ------------------ | ---------- | ------------ |
| L’Houmeau     | 2.782 (2013)   | 4,22       | 659 Einw./km²      | 17190      | 17137        |
| Lagord        | 7.256 (2013)   | 8,04       | 902 Einw./km²      | 17200      | 17140        |
| Nieul-sur-Mer | 5.746 (2013)   | 10,96      | 524 Einw./km²      | 17264      | 17137        |
| La Rochelle   | 74.344 (2013)  | –          | – Einw./km²        | 17300      | 17000        |